# Lista de finais europeias de clubes portugueses de futebol
Esta lista contém as finais europeias de clubes portugueses de futebol. Estão incluídas todas as finais das competições europeias, vigentes ou extintas, em que participaram clubes portugueses.
No seu conjunto os clubes portugueses acumularam até ao momento 21 presenças em finais europeias: 9 na Liga dos Campeões, 2 na Taça das Taças, 7 na Liga Europa e 3 na Taça Latina.   

## História
A primeira competição europeia que contou com a participação de clubes portugueses foi a Taça Latina, prova precursora da Taça dos Clubes Campeões Europeus. Criada na época 1948–49 sob a chancela de Jules Rimet, Presidente da FIFA, a Taça Latina reunia os campeões nacionais de Portugal, Espanha, França e Itália e era organizada por um comité que reunia representantes das Federações Nacionais dos quatro países. Logo na 1.ª edição o Sporting apurou-se para a final, na que foi a 1.ª final europeia da história do futebol português. O Sporting perdeu essa final para o Barcelona, o 1.º campeão latino da história. A 2.ª edição foi conquistada pelo Benfica, numa finalíssima (repetição da final) disputada contra o Bordéus no Estádio Nacional, no Jamor. O Benfica seria finalista da última edição da prova, na época 1956–57.
Em 1954–55 foi criada a Taça dos Clubes Campeões Europeus, que reunia os campeões nacionais dos diversos países europeus. O Benfica sagrou-se bicampeão europeu, tendo vencido consecutivamente a Taça dos Clubes Campeões Europeus nas épocas 1960–61 e 1961–62. O Benfica viria depois a ser finalista da prova nas épocas 1962–63, 1964–65, 1967–68, 1987–88 e 1989–90. O FC Porto venceu a Taça dos Clubes Campeões Europeus em 1986–87 e, já depois de implementada a nova designação de Liga dos Campeões, venceu novamente a prova na época 2003–04.[carece de fontes?]
A Taça das Taças, criada em 1960–61 para ser disputada pelos vencedores das Taças nacionais, era ao tempo a 2.ª competição europeia mais importante. O Sporting conquistou a Taça das Taças na época 1963–64, após vencer na finalíssima o MTK Budapeste. O FC Porto seria finalista da prova em 1983–84.[carece de fontes?]
Criada em 1971–72 a Taça UEFA, sucessora da Taça das Cidades com Feiras, começou por ser a 3.ª competição da hierarquia europeia, passando a 2.ª prova aquando da extinção da Taça das Taças em 1999. O 1.º finalista português na Taça UEFA foi o Benfica, na época 1982–83. O FC Porto venceu a Taça UEFA em 2002–03 e, já sob a nova designação de Liga Europa, em 2010–11. O Sporting foi finalista da prova em 2004–05. O Benfica seria novamente finalista nas épocas 2012–13 e 2013–14.[carece de fontes?]

## Finais Europeias
| 3 de Julho de 1949 | Barcelona                                | 2 – 1 | Sporting          | Chamartín, Madrid          |
| Taça Latina        | Josep Seguer 10' · Estanislao Basora 50' |       | Jesus Correia 28' | Árbitro: Victor Sdez (FRA) |

| 11 de Junho de 1950 | Benfica                                    | 3 – 3 ap | Bordéus                                  | Estádio Nacional, Jamor |
| Taça Latina Final   | Arsénio 3' · Corona 17' · Raul Pascoal 56' |          | André Doye 21', 36' · René Persillon 43' | Árbitro: Todjam (ESP)   |

| 18 de Junho de 1950 | Benfica                    | 2 – 1 ap | Bordéus          | Estádio Nacional, Jamor  |
| Finalíssima         | Arsénio 90' · Julinho 146' |          | Édouard Kargu 8' | Árbitro: Bertoglio (ITA) |

| 26 de Junho de 1957 | Real Madrid    | 1 – 0 | Benfica     | Santiago Bernabéu, Madrid      |
| Taça Latina         | Di Stéfano 50' |       | Zézinho 52' | Árbitro: Marcel Lequesne (FRA) |

| 31 de Maio de 1961                | Benfica                                                       | 3 – 2 | Barcelona                             | Wankdorf, Berna                                |
| Taça dos Clubes Campeões Europeus | José Águas 31' · Antoni Ramallets 32' (pb) · Mário Coluna 55' |       | Sándor Kocsis 21' · Zoltán Czibor 75' | Público: 26 732 Árbitro: Marcel Lequesne (FRA) |

| 2 de Maio de 1962                 | Benfica                                                          | 5 – 3 | Real Madrid                 | Estádio Olímpico, Amesterdão            |
| Taça dos Clubes Campeões Europeus | José Águas 25' · Cavém 33' · Mário Coluna 50' · Eusébio 64', 69' |       | Ferenc Puskás 18', 23', 39' | Público: 61 257 Árbitro: Leo Horn (HOL) |

| 22 de Maio de 1963                | Milan            | 2 – 1 | Benfica     | Wembley, Londres                              |
| Taça dos Clubes Campeões Europeus | Mazzola 58', 69' |       | Eusébio 19' | Público: 45 715 Árbitro: Arthur Holland (ING) |

| 13 de Maio de 1964   | Sporting                              | 3 – 3 | MTK Budapeste              | Heysel, Bruxelas                                |
| Taça das Taças Final | Mascarenhas 40' · Figueiredo 48', 80' |       | Sándor 19', 75' · Kuti 73' | Público: 3 208 Árbitro: Lucien Van Nuffel (BEL) |

| 15 de Maio de 1964 | Sporting   | 1 – 0 | MTK Budapeste | Bosuil, Antuérpia                            |
| Finalíssima        | Morais 19' |       |               | Público: 13 924 Árbitro: Gérard Versyp (BEL) |

| 27 de Maio de 1965                | Inter de Milão | 1 – 0 | Benfica | San Siro, Milão                                 |
| Taça dos Clubes Campeões Europeus | Jair 42'       |       |         | Público: 89 000 Árbitro: Gottfried Dienst (SUI) |

| 29 de Maio de 1968                | Manchester United                                           | 4 – 1 ap | Benfica         | Wembley, Londres                                           |
| Taça dos Clubes Campeões Europeus | Bobby Charlton 55', 100' · George Best 97' · Brian Kidd 98' |          | Jaime Graça 80' | Público: 92 225 Árbitro: Concetto Lo Bello (ITA) Relatório |

| 4 de Maio de 1983 | Anderlecht         | 1 – 0 | Benfica       | Heysel, Bruxelas                                        |
| Taça UEFA 1.ª Mão | Kenneth Brylle 29' |       | José Luís 75' | Público: 58 000 Árbitro: Bogdan Dotchev (BUL) Relatório |

| 18 de Maio de 1983 | Anderlecht      | 1 – 1 | Benfica  | Estádio da Luz, Lisboa                                  |
| 2.ª Mão            | Juan Lozano 38' |       | Shéu 30' | Público: 80 000 Árbitro: Charles Corver (HOL) Relatório |

| 16 de Maio de 1984 | Juventus                 | 2 – 1 | Porto     | St. Jakob-Park, Basileia                              |
| Taça das Taças     | Vignola 13' · Boniek 41' |       | Sousa 29' | Público: 55 000 Árbitro: Adolf Prokop (RDA) Relatório |

| 27 de Maio de 1987                | FC Porto               | 2 – 1 | Bayern de Munique | Prater, Viena                                          |
| Taça dos Clubes Campeões Europeus | Madjer 77' · Juary 79' |       | Ludwig Kogl 24'   | Público: 62 000 Árbitro: Alexis Ponnet (BEL) Relatório |

| 25 de Maio de 1988                | PSV | 0 – 0 ap | Benfica | Neckar, Estugarda                                      |
| Taça dos Clubes Campeões Europeus |     |          |         | Público: 70 000 Árbitro: Luigi Agnolin (ITA) Relatório |

|                                              |       | Penalidades                          |  |
| Koeman Kieft Nielsen Vanenburg Lerby Janssen | 6 – 5 | Elzo Dito Hajry Pacheco Mozer Veloso |  |

| 23 de Maio de 1990                | Milan              | 1 – 0 | Benfica | Prater, Viena                                        |
| Taça dos Clubes Campeões Europeus | Frank Rijkaard 68' |       |         | Público: 58 000 Árbitro: Helmut Kohl (AUT) Relatório |

| 21 de Maio de 2003 | FC Porto                                             | 3 – 2 ap | Celtic                            | La Cartuja, Sevilha                                   |
| Taça UEFA          | Derlei 45', 115' · Alenichev 54' · Nuno Valente 120' |          | Larsson 47', 57' · Bobo Baldé 96' | Público: 52 972 Árbitro: Lubos Michel (ESL) Relatório |

| 26 de Maio de 2004 | FC Porto                                      | 3 – 0 | Mónaco | Arena AufSchalke, Gelsenkirchen                             |
| Liga dos Campeões  | Carlos Alberto 39' · Deco 71' · Alenichev 75' |       |        | Público: 61 673 Árbitro: Kim Milton Nielsen (DIN) Relatório |

| 18 de Maio de 2005 | CSKA Moscovo                                       | 3 – 1 | Sporting    | Alvalade, Lisboa                                     |
| Taça UEFA          | A. Berezutskiy 57' · Zhirkov 65' · Vágner Love 74' |       | Rogério 28' | Público: 48 000 Árbitro: Graham Poll (ING) Relatório |

| 18 de Maio de 2011 | FC Porto   | 1 – 0 | SC Braga | Aviva Stadium, Dublin                                     |
| Liga Europa        | Falcao 44' |       |          | Público: 45 391 Árbitro: Velasco Carballo (ESP) Relatório |

| 15 de Maio de 2013 | Chelsea                                 | 2 – 1 | Benfica                 | Amsterdam Arena, Amesterdão                            |
| Liga Europa        | Fernando Torres 60' · B. Ivanović 90+3' |       | Óscar Cardozo 60' (pen) | Público: 46 163 Árbitro: Björn Kuipers (HOL) Relatório |

| 14 de Maio de 2014 | Sevilha | 0 – 0 ap | Benfica | Juventus Stadium, Turim                              |
| Liga Europa        |         |          |         | Público: 33 120 Árbitro: Felix Brych (ALE) Relatório |

|                         |       | Penalidades                 |  |
| Bacca Mbia Coke Gameiro | 4 – 2 | Lima Cardozo Rodrigo Luisão |  |

## Nº de finais
| Nº | Clube    | Finais                    | Finais | Finais | Finais | Total | Última Final              | R                   |
| Nº | Clube    | Liga_dos_Campeões_da_UEFA |        |        |        | Total | Última Final              | R                   |
| -- | -------- | ------------------------- | ------ | ------ | ------ | ----- | ------------------------- | ------------------- |
| 1º | Benfica  | 7                         | 3      | –      | 2      | 12    | Final da Liga Europa 2014 | [carece de fontes?] |
| 2º | FC Porto | 2                         | 2      | 1      | –      | 5     | Final da Liga Europa 2011 | [carece de fontes?] |
| 3º | Sporting | –                         | 1      | 1      | 1      | 3     | Final da Taça UEFA 2005   | [carece de fontes?] |
| 4º | SC Braga | –                         | 1      | –      | –      | 1     | Final da Liga Europa 2011 | [carece de fontes?] |

 Atualizado a 6 de junho de 2023

## Marcadores
| Nº  | Treinador           | Clube    | Golos em Finais           | Golos em Finais | Golos em Finais | Golos em Finais | Total |
| Nº  | Treinador           | Clube    | Liga_dos_Campeões_da_UEFA |                 |                 |                 | Total |
| --- | ------------------- | -------- | ------------------------- | --------------- | --------------- | --------------- | ----- |
| 1º  | Eusébio             | Benfica  | 3                         | –               | –               | –               | 3     |
| 2.º | José Águas          | Benfica  | 2                         | –               | –               | –               | 2     |
| –   | Mário Coluna        | Benfica  | 2                         | –               | –               | –               | 2     |
| –   | Alenichev (52)      | FC Porto | 1                         | 1               | –               | –               | 2     |
| –   | Derlei (49)         | FC Porto | –                         | 2               | –               | –               | 2     |
| –   | Figueiredo (87)     | Sporting | –                         | –               | 2               | –               | 2     |
| –   | Arsénio             | Benfica  | –                         | –               | –               | 2               | 2     |
| 8º  | Cavém               | Benfica  | 1                         | –               | –               | –               | 1     |
| –   | Jaime Graça         | Benfica  | 1                         | –               | –               | –               | 1     |
| –   | Madjer (66)         | FC Porto | 1                         | –               | –               | –               | 1     |
| –   | Juary (65)          | FC Porto | 1                         | –               | –               | –               | 1     |
| –   | Carlos Alberto (78) | FC Porto | 1                         | –               | –               | –               | 1     |
| –   | Deco (47)           | FC Porto | 1                         | –               | –               | –               | 1     |
| –   | Shéu (71)           | Benfica  | –                         | 1               | –               | –               | 1     |
| –   | Rogério (49)        | Sporting | –                         | 1               | –               | –               | 1     |
| –   | Falcao (39)         | FC Porto | –                         | 1               | –               | –               | 1     |
| –   | Óscar Cardozo (41)  | Benfica  | –                         | 1               | –               | –               | 1     |
| –   | Mascarenhas         | Sporting | –                         | –               | 1               | –               | 1     |
| –   | Morais              | Sporting | –                         | –               | 1               | –               | 1     |
| –   | Sousa (67)          | FC Porto | –                         | –               | 1               | –               | 1     |
| –   | Jesus Correia       | Sporting | –                         | –               | –               | 1               | 1     |
| –   | Corona              | Benfica  | –                         | –               | –               | 1               | 1     |
| –   | Raul Pascoal        | Benfica  | –                         | –               | –               | 1               | 1     |
| 24º | Julinho             | Benfica  | –                         | –               | –               | 1               | 1     |

 Atualizado a 6 de junho de 2023

## Treinadores
| Nº  | Treinador                | Clube    | Finais                    | Finais | Finais | Finais | Total |
| Nº  | Treinador                | Clube    | Liga_dos_Campeões_da_UEFA |        |        |        | Total |
| --- | ------------------------ | -------- | ------------------------- | ------ | ------ | ------ | ----- |
| 1º  | Béla Guttmann            | Benfica  | 2                         | –      | –      | –      | 2     |
| –   | Sven–Göran Eriksson (77) | Benfica  | 1                         | 1      | –      | –      | 2     |
| –   | José Mourinho (62)       | FC Porto | 1                         | 1      | –      | –      | 2     |
| –   | Otto Glória              | Benfica  | 1                         | –      | –      | 1      | 2     |
| –   | Jorge Jesus (70)         | Benfica  | –                         | 2      | –      | –      | 2     |
| 6º  | Fernando Riera           | Benfica  | 1                         | –      | –      | –      | 1     |
| –   | Elek Schwartz            | Benfica  | 1                         | –      | –      | –      | 1     |
| –   | Artur Jorge (79)         | FC Porto | 1                         | –      | –      | –      | 1     |
| –   | Toni (78)                | Benfica  | 1                         | –      | –      | –      | 1     |
| –   | André Villas–Boas (47)   | FC Porto | –                         | 1      | –      | –      | 1     |
| –   | Anselmo Fernandez        | Sporting | –                         | –      | 1      | –      | 1     |
| –   | Cândido de Oliveira      | Sporting | –                         | –      | –      | 1      | 1     |
| 13º | Ted Smith                | Benfica  | –                         | –      | –      | 1      | 1     |

 Atualizado a 6 de junho de 2023

## Associações de Futebol
| Nº | Associação | Clubes            | Finais                    | Finais | Finais | Finais | Total |
| Nº | Associação | Clubes            | Liga_dos_Campeões_da_UEFA |        |        |        | Total |
| -- | ---------- | ----------------- | ------------------------- | ------ | ------ | ------ | ----- |
| 1º | AF Lisboa  | Benfica, Sporting | 7                         | 4      | 1      | 3      | 15    |
| 2º | AF Porto   | FC Porto          | 2                         | 2      | 1      | –      | 5     |
| 3º | AF Braga   | SC Braga          | –                         | 1      | –      | –      | 1     |

 Atualizado a 6 de junho de 2023